# Lisette Model
Lisette Model (geboren als Elise Amelie Felicie Stern, Wenen, 10 november 1901 - New York, 30 maart 1983) was een Oostenrijks-Amerikaans fotografe.
Model werd als fotograaf bekend met haar onconventionele straatbeelden en openhartige portretten en was daarnaast dertig jaar docent fotografie aan de New School for Social Research in New York. Haar bekendste leerling was Diane Arbus.

## Leven en werk
Fotograaf
Model groeide op in Wenen en genoot in eerste instantie een muzikale opleiding bij onder andere bij Arnold Schönberg en Marie Gutheil-Schoder. Na de dood van haar vader in 1926 vertrok Model samen met haar moeder en jongere zus Olga naar Frankrijk en vervolgde haar zangopleiding in Parijs. Vanaf 1933 liet ze haar muzikale opleiding achter zich en begon ze zich te wijdden aan de beeldende kunst.  Eerst volgde ze schilderlessen bij André Lhote en stapte daarna over op fotografie.
In 1934 maakte Model een ironische reeks foto's over de vakantiegangers aan de Promenade des Anglais in Nice. Deze serie werd in 1935 gepubliceerd, met een maatschappijkritisch commentaar, in het tijdschrift Regards uitgegeven door de Franse Communistische Partij. De publicatie betekende haar doorbraak op het gebied van straatfotografie. Tijdens haar verblijf in Nice leerde ze Evsa Model kennen, een Russische immigrant en kunstenaar. Lisette en Evsa trouwde in 1937 in Parijs en zouden een jaar later emigreren naar de Verenigde Staten.
In de Verenigde Staten viel Model direct op met haar innovatieve series Reflections (een studie van de reflectie van etalageruiten) en Running Legs (foto's in een ongebruikelijk perspectief op enkelhoogte van forenzen). Ze kwam in contact met Alexei Brodowitsch, artdirector van Harper's Bazaar, en kreeg diverse opdrachten voor het modetijdschrift. Ook werden haar foto's in andere magazines gebruikt. Ze fotografeerde hotels, bars en uitgaansgelegenheden in de Lower East Side en zwemmers in Coney Island. Begin jaren veertig werden twee van haar foto's aangekocht door het Museum of Modern Art.
Model raakte bevriend met onder andere de fotografen Ansel Adams en Berenice Abbott. Ze raakte nauw betrokken bij de Photo League, een samenwerkingsverband van New Yorkse fotografen die tentoonstellingen organiseerde en master classes organiseerde. De fotografen van de League waren voornamelijk geïnteresseerd in het weergeven en vastleggen van de harde sociale realiteit in bijvoorbeeld wijken als Harlem en The Bronx. Als gevolg van het Mccarthyisme in de jaren vijftig werd Photo League geclassificeerd als een communistisch orgaan en hield het op te bestaan. Zelf werd Model in 1954 geïnterviewd door de FBI, en na een weigering om als informant te fungeren, op een verdachtenlijst geplaatst.
In 1955 wordt een foto van Model opgenomen in de wereldberoemde tentoonstelling The Family of Man.
Docent
Vanaf 1949 begon Model met lesgeven aan de California School of Fine Arts, het latere San Francisco Art Institute en vanaf 1951  tot aan haar overlijden gaf ze les aan de The New School for Social Research in New York stad. Naast Diane Arbus gaf ze daar les aan onder andere Bruce Weber, Larry Fink, Shelly Rusten en Sarah Charlesworth. Toeval of niet, als gevolg van haar contact met de FBI, maar vanaf het midden van de jaren vijftig kreeg Model steeds minder professionele opdrachten en begon zij zich meer en meer toe te leggen op het lesgeven, mogelijk gedwongen door haar financiële omstandigheden
Laatste jaren
Model werd in haar tijd omschreven als een gereserveerde persoon en als iemand die verlegen was om haar werk te laten zien. In 1979 verscheen een eerste publicatie van haar werk, een monografie: Lisette Model met een voorwoord van Bernice Abbott.
Na haar overlijden bleek dat Model het fotograferen zelf niet had opgegeven, ze had ze enkel niet afgedrukt. De reden voor dit laatste is nooit helemaal duidelijk geworden, theorieën hierover speculeren over haar financiële mogelijkheden, de tijd die ze stak in het lesgeven of haar afgenomen zelfvertrouwen.

## Publicatie
- Lisette Model. Aperture, New York, 1979

- Bibsys: 3057306
- Biblioteca Nacional de España: XX863928
- Bibliothèque nationale de France: cb12373465t (data)
- Gemeinsame Normdatei: 119048604
- International Standard Name Identifier: 0000 0001 2119 4308
- Library of Congress Control Number: n82130278
- Nationale Bibliotheek van Israël: 987007443745905171
- PIC: 13926
- RKD-Nederlands Instituut voor Kunstgeschiedenis: 223394
- SNAC: w6bw5cmd
- Système universitaire de documentation: 032300476
- Museum of New Zealand Te Papa Tongarewa: 1589
- Union List of Artist Names: 500000242
- Virtual International Authority File: 7469443
- WorldCat: E39PBJtcCYPyQDPhVHKgfq7j4q

Ansel Adams (Verenigde Staten) · Erich Andres (Duitsland) · Emmy Andriesse (Nederland) · Diane Arbus (Verenigde Staten) · Allan Arbus (Verenigde Staten) · Eve Arnold (Verenigde Staten) · Richard Avedon (Verenigde Staten) · Ruth-Marion Baruch (Verenigde Staten) · Hugh Bell (Verenigde Staten) · Wermund Bendtsen (Denemarken) · Paul Berg (Verenigde Staten) · Lou Bernstein (Verenigde Staten) · John Bertolino (Italië/Verenigde Staten) · Eva Besnyö (Nederland) · Werner Bischof (Zwitserland) · Maria Bordy (Rusland) · Édouard Boubat (Frankrijk) · Margaret Bourke-White (Verenigde Staten). Mathew Brady (Verenigde Staten) · Bill Brandt (Verenigd Koninkrijk) · Brassai (Frankrijk) · Lola Álvarez Bravo (Mexico) · Manuel Álvarez Bravo (Mexico) · Josef Breitenbach (Duitsland, Verenigde Staten) · David Brooks (Canada) · Reva Brooks (Canada) · Ernst Brunner (Zwitserland) · Esther Bubley (Verenigde Staten) · Wynn Bullock (Verenigde Staten) · Shirley Burden (Verenigde Staten) · Rudolf Busler (Duitsland) · Harry Callahan (Verenigde Staten) · Cornell Capa (Verenigde Staten) · Robert Capa · Robert Carrington · Lewis Carroll (Verenigd Koninkrijk) · Henri Cartier-Bresson (Frankrijk) · Ted Castle (Verenigde Staten) · Marcos Chamúdez (Chili) · Al Chang (Verenigde Staten) · Ed Clark (Verenigde Staten) · Hermann Claasen (Duitsland) · John Collier (Verenigde Staten) · Jerry Cooke (Verenigde Staten) · Gordon Coster (Verenigde Staten) · Barney Cowherd (Verenigde Staten) · Ralph Crane (Verenigde Staten) · Ruth Davis (Verenigde Staten) · Roy DeCarava (Verenigde Staten) · Loomis Dean (Verenigde Staten) · Jack Delano (Verenigde Staten) · Nick De Morgoli · J. De Pietro · R. Diament (USSR) · Robert Doisneau (Frankrijk) · Nell Dorr (Verenigde Staten) · Nora Dumas (Frankrijk) · David Douglas Duncan (Verenigde Staten) · Alfred Eisenstaedt (Verenigde Staten) · Ed van der Elsken (Nederland) · Pat English (Verenigde Staten) · Elliott Erwitt (Verenigde Staten) · J. R. Eyerman (Verenigde Staten) · Sam Falk (Verenigde Staten) · Nat Farbman (Verenigde Staten) · Eleanor Fast · Louis Faurer (Verenigde Staten) · Ed Feingersh (Verenigde Staten) · Andreas Feininger (Verenigde Staten) · Vito Fiorenza (Italië) · Leopold Fischer (Oostenrijk) · John Florea (Verenigde Staten) · Robert Frank (Verenigde Staten) · Toni Frissell (Verenigde Staten) · Unosuke Gamou (Japan) · William Garnett (Verenigde Staten) · Herbert Gehr (Verenigde Staten) · Guy Gillette (Verenigde Staten) · Burt Glinn (Verenigde Staten) · Fritz Goro (Verenigde Staten) · Allan Grant (Verenigde Staten) · Farrell Grehan (Verenigde Staten) · René Groebli (Zwitserland) · Mildred Grossman (Verenigde Staten) · Karl W. Gullers (Zweden) · Ernst Haas (Verenigde Staten) · Peter W. Haberlin (Zwitserland) · Hideo Haga (Japan) · Otto Hagel (Verenigde Staten) · Robert Halmi (Hongarije) · Hiroshi Hamaya (Japan) · Hans Hammarskiöld (Zweden) · Hella Hammid (Verenigde Staten) · Chien Hao (China) · Bert Hardy (Verenigd Koninkrijk) · Richard Harrington (Canada) · Eugene Harris (Verenigde Staten) · D. Harrissiades (Griekenland) · Eugene Harris (Verenigde Staten) · Caroline Hebbe-Hammarskiöld (Zweden) · George Heyer (Verenigde Staten) · Paul Himmel (Verenigde Staten) · Tana Hoban (Verenigde Staten) · Frank Horvat (Italië) · Kurt Huhle (Duitsland) · Willi Huttig (Duitsland) · Yasuhiro Ishimoto (Japan) · Izis (Frankrijk) · Fenno Jacobs (Verenigde Staten) · Raymond Jacobs (Verenigde Staten) · Ronny Jacques (Canada) · Bob Jakobsen (Verenigde Staten) · Nico Jesse (Nederland) · Constantin Joffé · Carter Jones (Verenigde Staten) · Henk Jonker (Nederland) · Victor Jorgensen (Verenigde Staten) · Clemens Kalischer (Verenigde Staten) · Simpson Kalischer (Verenigde Staten) · Consuelo Kanaga (Verenigde Staten) · Dmitri Kessel (Verenigde Staten) · Keystone Press (Agency, Verenigde Staten) · Ihei Kimura (Japan) · Martha Kitchen (Verenigde Staten) · N. Kolli (USSR) · Torkel Korling (Verenigde Staten) · Nikolai Kozlovsky (USSR) · Ewing Krainin (Verenigde Staten) · Herman Kreider (Verenigde Staten) · Walter B. Lane · Dorothea Lange (Verenigde Staten) · Harry Lapow (Verenigde Staten · Lisa Larsen (Verenigde Staten) · Alma Lavenson (Verenigde Staten) · Arthur Lavine (Verenigde Staten) · Russell Lee (Verenigde Staten) · Nina Leen (Rusland/Verenigde Staten) · Laurence Le Guay (Australië) · Henri Leighton (Verenigde Staten) · Arthur Leipzig (Verenigde Staten) · Charles Leirens (België) · Gita Lenz (Verenigde Staten) · Leon Levinstein (Verenigde Staten) · Helen Levitt (Verenigde Staten) · Margery Lewis (Verenigde Staten) · Sol Libsohn (Verenigde Staten) · David Linton · Herbert List (Duitsland) · Jacob Lofman (Polen/Verenigde Staten) · Jack Lorner (Verenigde Staten) · Arnold Maahs (Verenigde Staten) · Hans Malmberg (Zweden) · Jean Marquis (Frankrijk) · Alexander Marshak (Verenigde Staten) · Thomas McAvoy (Verenigde Staten) · Leonard McCombe (Verenigde Staten) · G.H. Metcalf · Gjon Mili (Albanië/Verenigde Staten) · Frank Miller (Verenigde Staten) · Joan Miller (Verenigde Staten) · Lee Miller (Verenigde Staten) · Wayne Miller (Verenigde Staten) · May Mirin (Verenigde Staten) · Lisette Model (Oostenrijk/Verenigde Staten) · Peter Moeschlin (Zwitserland) · David Moore (fotograaf) (Australië) · Barbara Morgan (Verenigde Staten) · Hedda Morrison (Duitsland) · Ralph Morse (Verenigde Staten) · Robert Mottar (Verenigde Staten) · Carl Mydans (Verenigde Staten) · David Myers (Verenigde Staten) · Fritz Neugass (Duitsland/Verenigde Staten) · Lennart Nilsson (Zweden) · Pål Nils Nilsson (Zweden) · Emil Obrovsky (Oostenrijk) · Yoichi Okamoto (Verenigde Staten) · Cas Oorthuys (Nederland) · Ruth Orkin (Verenigde Staten) · Don Ornitz (Verenigde Staten) · Eiju Otaki · Homer Page (Verenigde Staten) · Marion Palfi (Verenigde Staten) · Gordon Parks (Verenigde Staten) · Rondal Partridge (Verenigde Staten) · Irving Penn (Verenigde Staten) · Carl Perutz (Verenigde Staten) · John Phillips (Algeria/Verenigde Staten · Leonti Planskoy (Rusland/Verenigd Koninkrijk) · Ray Platnick (Verenigde Staten) · Fred Plaut (Duitsland) · Rudolf Pollak (Duitsland) · Rapho Guilumette (Agency, Frankrijk) · Gottfried Rainer (Oostenrijk) · Daniel J. Ransohoff (Verenigde Staten) · Bill Rauhauser (Verenigde Staten) · Satyajit Ray (India) · Abdul Razay Mehta (Pakistan) · Anna Riwkin-Brick (Rusland/Zweden) · George Rodger (Verenigd Koninkrijk) · Willy Ronis (Frankrijk) · Annelise Rosenberg · Hannes Rosenberg · Sanford H. Roth (Verenigde Staten) · Charles Rotkin (Verenigde Staten) · Michael Rougier (Verenigde Staten) · Kosti Ruohomaa (Verenigde Staten) · August Sander (Duitsland) · Walter Sanders (Verenigde Staten) · Karl Sandes (Zweden) · Frank Scherschel (Verenigde Staten) · Hans A. Schreiner (Nederland) · Gotthard Schuh (Zwitserland) · Éric Schwab (Frankrijk) · Bob Schwalberg (Verenigde Staten) · Kurt Severin (Duitsland/Verenigde Staten) · David Seymour (Polen) · Ben Shahn (Litouwen/Verenigde Staten) · Musya S. Sheeler (Verenigde Staten) · Li Shu · George Silk (Nieuw-Zeeland/Verenigde Staten) · Bradley Smith (Verenigde Staten) · Ian Smith (Verenigd Koninkrijk) · W. Eugene Smith (Verenigde Staten) · Howard Sochurek (Verenigde Staten) · Peter Stackpole (Verenigde Staten) · Alfred Statler (Verenigde Staten) · Gitel Steed (Verenigde Staten) · Edward Steichen (Luxemburg/Verenigde Staten) · Richard Steinheimer (Verenigde Staten) · Ezra Stoller (Verenigde Staten) · Lou Stoumen (Verenigde Staten) · George Strock (Verenigde Staten) · Constance Stuart (Zuid-Afrika) · Étienne Sved (Hongarije) · Suzanne Szasz (Verenigde Staten) · Jay Te Winterburn (Verenigde Staten) · YoshisVerenigd Koninkrijke Terao · Gustavo Thorlichen (Argentinië) · Charles Trieschmann (Verenigde Staten) · François Tuefferd (Frankrijk) · Jakob Tuggener (Zwitserland) · Allan Turoff · Doris Ulmann (Verenigde Staten) · Alexander Uzylan (USSR) · William Vandivert · Pierre Verger (Frankrijk/Brazil) · Ike Vern (Verenigde Staten) · 'Véro' (Werner Rosenberg) (Frankrijk) · Roman Vishniac (Rusland/Verenigde Staten) · Carmel Vitullo (Verenigde Staten) · Edward Wallowitch (Verenigde Staten) · Sabine Weiss (Zwitserland) · Todd Webb (Verenigde Staten) · Dan Weiner (Verenigde Staten) · Edward Weston (Verenigde Staten) · Hans Wild (Verenigd Koninkrijk) · Bob Willoughby (Verenigde Staten) · Garry Winogrand (Verenigde Staten) · Arthur Witman (Verenigde Staten) · Jasper Wood (Verenigde Staten) · Cedric Wright (Verenigde Staten) · Yosuke Yamahata (Japan) · Shizuo Yamamato